# Globus d'Or del 2016
La 73a cerimònia dels Premis Globus d'Or va tenir lloc a Beverly Hills (Califòrnia) el diumenge 10 de gener de 2016. Les candidatures van ser anunciades el 10 de desembre de 2015.
La cerimònia va ser presentada per l'humorista britànic Ricky Gervais.

## Nominacions i guanyadors
Els guanyadors en negreta.

### Premi Cecil B. DeMille
Denzel Washington

### Cinema
| Millor pel·lícula | Millor pel·lícula |
| Drama | Musical o Comèdia |
| --- | --- |
| - The Revenant - Carol - Mad Max: Fury Road - Room - Spotlight | - The Martian - The Big Short - Joy - Spy - Trainwreck |
| Millor interpretació - Drama | |
| Actor | Actriu |
| - Leonardo DiCaprio – The Revenant com a Hugh Glass - Bryan Cranston – Trumbo com a Dalton Trumbo - Michael Fassbender – Steve Jobs com a Steve Jobs - Eddie Redmayne – The Danish Girl com a Lili Elbe / Einar Wegener - Will Smith – Concussion com a Dr. Bennet Omalu | - Brie Larson – Room com a Joy "Ma" Newsome - Cate Blanchett – Carol com a Carol Aird - Rooney Mara – Carol com a Therese Belivet - Saoirse Ronan – Brooklyn com a Eilis Lacey - Alicia Vikander – The Danish Girl com a Gerda Wegener |
| Millor interpretació - Musical o Comèdia | |
| Actor | Actriu |
| - Matt Damon – The Martian com a Mark Watney - Christian Bale – The Big Short com a Michael Burry - Steve Carell – The Big Short com a Mark Baum - Al Pacino – Danny Collins com a Danny Collins - Mark Ruffalo – Infinitely Polar Bear com a Cam Stuart                 | - Jennifer Lawrence – Joy com a Joy Mangano - Melissa McCarthy – Spy com a Susan Cooper / Carol Jenkins / Penny Morgan - Amy Schumer – Trainwreck com a Amy Townsend - Maggie Smith – The Lady in the Van com a Srta. Mary Shepherd / Margaret Fairchild - Lily Tomlin – Grandma com a Elle Reid                                                                                 |
| Actor secundari | Actriu secundària |
| - Sylvester Stallone – Creed com a Rocky Balboa - Paul Dano – Love & Mercy com el jove Brian Wilson - Idris Elba – Beasts of No Nation com el Comandant - Mark Rylance – Bridge of Spies com a Rudolf Abel - Michael Shannon – 99 Homes com a Rick Carver                | - Kate Winslet – Steve Jobs com a Joanna Hoffman - Jane Fonda – Youth com a Brenda Morel - Jennifer Jason Leigh – The Hateful Eight com a Daisy Domergue - Helen Mirren – Trumbo com a Hedda Hopper - Alicia Vikander – Ex Machina com a Ava |
| Millor director | Millor guió |
| - Alejandro González Iñárritu – The Revenant - Todd Haynes – Carol - Tom McCarthy – Spotlight - George Miller – Mad Max: Fury Road - Ridley Scott - The Martian | - Aaron Sorkin – Steve Jobs - Emma Donoghue – Room - Tom McCarthy i Josh Singer – Spotlight - Charles Randolph i Adam McKay – The Big Short - Quentin Tarantino – The Hateful Eight |
| Millor banda sonora | Millor cançó original |
| - Ennio Morricone – The Hateful Eight - Carter Burwell – Carol - Alexandre Desplat – The Danish Girl - Daniel Pemberton – Steve Jobs - Ryuichi Sakamoto i Alva Noto – The Revenant                                                                                       | - "Writing's on the Wall" (Sam Smith i Jimmy Napes) – Spectre - "Love Me like You Do" (Max Martin, Savan Kotecha, Ali Payami, Tove Lo i Ilya Salmanzadeh) – Fifty Shades of Grey - "One Kind of Love" (Brian Wilson i Scott Bennett) – Love & Mercy - "See You Again" (DJ Frank E, Andrew Cedar, Charlie Puth i Wiz Khalifa) – Furious 7 - "Simple Song #3" (David Lang) – Youth |
| Millor pel·lícula d'animació | Millor pel·lícula de parla no anglesa |
| - Del revés - Anomalisa - The Good Dinosaur - The Peanuts Movie - Shaun the Sheep Movie | - Saul fia • Hongria - Le tout nouveau testament • França/Bèlgica/Luxemburg - El Club • Xile - Miekkailija • Finlàndia/Estònia/Alemanya - Mustang • França |